# Гонка століття (фільм, 1986)
«Гонка століття» (рос. «Гонка века») — радянський художній фільм, психологічна драма, спортивний фільм, знятий в 1986 році на кіностудії «Мосфільм».

## Сюжет
З Англії стартувала навколосвітня вітрильна гонка «Золотий глобус». За умовами перегонів заходити по шляху в будь-які порти і гавані заборонялося. Під час шторму судно Дональда Кроухорста вийшло з ладу. Вимушений зупинитися поблизу аргентинського порту, він приховав порушення умови гонки і продовжив лідерство…

## У ролях
- Леонхард Мерзін —  Дональд Кроухьорст
- Елі Кулль —  Клер
- Ростислав Янковський —  Стенлі Бест
- Гірт Яковлєв —  Родней Холуорт
- Улдіс Лієлдіджс —  Найджел Тетлі
- Наталія Гусєва —  Рейчел Кроухорст

## Знімальна група
- Режисер-постановник:  Микита Орлов
- Сценаристи:  Володимир Дунаєв,  Микита Орлов
- Оператор-постановник: Борис Кочеров
- Художник:  Фелікс Ясюкевич
- Композитор:  Олексій Рибников
- Звукооператор: Леонід Булгаков